# ストラスブール国際空港
ストラスブール国際空港（仏: Aéroport International Strasbourg）は、フランスのアルザス地域圏のストラスブールにある国際空港。空港はストラスブール市街地より南西に約10kmはなれた、エンツハイムに位置している。ストラスブール・バ＝ラン商工会議所が運営している。

## 就航路線
| 航空会社                                                      | 就航地 |
| ------------------------------------------------------------- | --- |
| エールフランス                                                | パリ (オルリー) |
| エールフランス (ブリットエア運航便)                           | コペンハーゲン, フィガリ [季節運航], リヨン, ナント, ニース, パリ (シャルル・ド・ゴール), パリ (オルリー), レンヌ                         |
| エールフランス (Régional Compagnie Aérienne Européenne運航便) | アジャクシオ [季節運航], アムステルダム, バスティア [季節運航], ボルドー, カルヴィ [季節運航], リール, リスボン, マルセイユ, トゥールーズ |
| ブリュッセル航空                                              | ブリュッセル |
| シャレール・アヴィアシオン                                    | クレルモン＝フェラン |
| チェコ航空                                                    | プラハ |
| イベリア航空 （Air Nostrum運航便）                            | マドリッド |
| ロイヤル・エア・モロッコ                                      | カサブランカ |
| チュニスエア                                                  | ジェルバ島, チュニス |

## アクセス
ターミナルビル正面に駐車場が備えられている。
ターミナルビル北側にフランス国鉄エンツハイム-空港駅があり、歩道橋で接続されている。ストラスブール駅までは地域列車で10分前後である。